# Sportlov (musikgrupp)
Sportlov var ett svenskt black metal-band med humoristiska låttexter som driver med vanliga black metal-klichéer och då framförallt dess förkärlek för vinter och kyla. Det vanliga temat är skidåkning, snöbollskrig eller andra vinteraktiviteter och satanism, ett annat vanligt ämne inom black metal. 
Även medlemmarnas artistnamn är parodier på kända black metal-musiker (framförallt norska sådana). Till exempel liknar Fjällhammer Hellhammer från Mayhem och Dimmu Borgir, Dubbdäck Doom Occulta liknar Abbath Doom Occulta och Demonaz Doom Occulta från Immortal och Fjällräv Vikernes och Count Wassberg driver båda med Varg Vikernes (känd under artistnamnet Count Grishnackh).
Sportlov gjorde en avslutningsspelning på Gävle Metal Festival 2016 i en fullsatt gasklocka.

## Medlemmar

### Senaste medlemmar
- Thermoss (Lawrence Mackrory) – basgitarr (?–2004, 2015–2016)
- Fjällhammer (Matte Modin) – trummor (?–2004, 2015–2016)
- Hell Y. Hansen (Lars Löfven) – gitarr (?–2004, 2015–2016)
- Dubbdäck Doom Occulta (Kaj Löfven) – gitarr (1998–2004, 2015–2016)
- Count Wassberg (Stefan Pettersson) – sång (1998–2004, 2015–2016; död 2018)

### Tidigare medlemmar
- Fjällräv Vikernes – okänd

### Gästsång
- Emperor Magus Caligula (Masse Broberg från Dark Funeral, andra sångare på "Snöbollskrieg".)
- Jürgen Mühlegg (Jörgen Sandström, The Project Hate, Death Breath, före detta medlem i Entombed)
- Is Kallbiirah (Carl Birath från Insision)
- Ichtapp (Johan Jansson från Centinex)

## Diskografi

### Snöbollskrieg
Utkom 2002. EP:n var begränsad till 500 exemplar.
Låtlista
1. "Into the Pist" – 1:01
2. "Svarta pisten" – 3:08
3. "Snöbollskrieg" – 3:56
4. "Lady Magda (Satans lönnmördare)" – 3:18
5. "Ur spår" – 3:27

### Offerblod i Vallabod
Gruppens första fullängdsalbum utkom 2003. 
Låtlista
1. "Inträd nu i vallabod" – 0:30
2. "Offerblod i vallabod" – 2:30
3. "Dimma över Mångsbodarna" – 3:37
4. "Blixthalka" – 3:44
5. "Bränn Holmenkollen! (Behåll lugnet)" – 3:59
6. "Sportlov attack" – 3:18
7. "Över min döda Kropp" – 2:17
8. "Wierd Thermoss" – 3:31
9. "Bloddopad av Satan" – 3:35

### Aska
Gruppens första singel utkom 2016.
Låtlista
1. "Azazels Lada" – 4:49
2. "Mordisk Kombination" – 4:09

### *2001 ┼2016
Samlingsbox (3 x vinyl)
Innehåll
1. Snöbollskrieg
2. Offerblod I Vallabod
3. "Aska"